# Tout payé, или Всё оплачено
«Tout payé, или Всё оплачено» — комедийный спектакль в постановке московского театра Ленком по пьесе французского драматурга Ива Жамиака «Месье Амилькар, или Человек, который платит». Постановка Эльмо Нюганена (Эстония), режиссёром выступила Инна Чурикова. Премьера состоялась 27 января 2004 года. Спектакль идет 3 часа 15 минут с одним антрактом.

## В ролях
| Актёр                                                  | Роль      |
| ------------------------------------------------------ | --------- |
| Андрей Соколов, Евгений Герасимов                      | Александр |
| Анна Большова,Инна Чурикова                            | Элеонора  |
| Александр Збруев                                       | Машу́      |
| Ирина Серова                                           | Мелия     |
| Екатерина Мигицко, Наталья Щукина, Ксения Бабуркина    | Виржиния  |
| Станислав Рядинский, Сергей Пиотровский, Игорь Коняхин | Поло      |

## Над спектаклем работали
- Постановка: Эльмо Нюганен (Эстония)
- Режиссёр: Инна Чурикова
- Художник-постановщик: Андрис Фрейберг (Латвия)
- Музыкальное оформление: Риина Роозе (Эстония)
- Художник по костюмам: Кристина Пастернак (Латвия)
- Художник по свету: Сергей Скорнецкий
- Директор театрального проекта: Марк Варшавер
- Декорации и костюмы изготовлены театральными мастерскими Ивана Шарко

## Краткое содержание
Обеспеченный, элегантный и обворожительный мсье Александр решает с помощью денег создать себе иллюзию того, без чего, оказывается, не может жить мужчина в самом расцвете сил — без единственного друга, без любящей жены и без обожаемого чада. Для воплощения своих фантазий он приглашает в свою новую квартиру бомжа по фамилии Машу́, безработную актрису Элеонору и юную жрицу любви Виржинию. Вся эта полусумасшедшая затея с домашним театром нужна Александру как воздух, ведь он искренне верит, что только так он сможет получить те тридцать шесть градусов человеческого тепла, необходимые каждому человеку, у которого кроме здорового сердца есть ещё и больная душа… Александр, Элеонора, Виржиния и Машу начинают играть в предложенные им обстоятельства. Сразу у них мало что получается, но постепенно они все больше и больше вживаются в отведенные им роли. Они все больше и больше верят в предлагаемые им обстоятельства. И, окончательно заигравшись, они понимают, что давно уже по-настоящему проживают свои жизни, по-настоящему плачут и смеются, по-настоящему верят друг другу, по-настоящему любят и по-настоящему предают.

## О постановке
Жанр пьесы критики определяют как чёрную комедия положений. В России её ставили не раз, и сравнивая с предыдущими постановками, критики отмечают респектабельность и утонченность постановки Эльмо Нюнгена.
Роль Александра изначально исполнялась Олегом Янковским. Позже его сменил Андрей Соколов.
В процессе постановки в пьесу были внесены значительные изменения. «Пьесу по ходу немного переделали, чтобы интрига авторов была еще злободневнее», — говорит в интервью Эльмо Нюганен. Особенностью постановки эстонского режиссёра стал измененный по сравнению с оригиналом финал. Пьеса заканчивается трагически, но спектакль Нюганена приводит к счастливому концу: потерпевшего крах героя, который уже готов застрелиться, останавливает героиня Чуриковой.